# پارک ملی دریای بوتنیان
پارک ملی دریای بوتنیان (فنلاندی: Selkämeren kansallispuisto , سوئدی: Bottenhavets nationalpark) یک پارک ملی در فنلاند است که در اوایل سال ۲۰۱۱ تأسیس شد. حدود ۹۸ درصد از سطح پارک ملی از آب تشکیل شده‌است.